# Mariusz Bieniek
Mariusz Bieniek, ps. „Luśnia” (ur. 8 marca 1961 w Głogowie) – polski skoczek spadochronowy, wielokrotny mistrz Polski, instruktor sportów spadochronowych INS(SL), mechanik spadochronowy, członek Związku Polskich Spadochroniarzy VII Oddział Katowice.

## Działalność sportowa
Działalność sportową Mariusza Bieńka podano za: Jan Isielenis, Archiwum Sekcji Spadochronowej Aeroklubu Gliwickiego, s. 1.
Od 1979 członek sekcji spadochronowej Aeroklubu Gliwickiego, a od 1996 Spadochronowej Kadry Narodowej w akrobacji zespołowej i razem z drużyną narodową uczestniczył 13–21 sierpnia 1997 w I-szych Światowych Igrzyskach Lotniczych w Turcji. Pięciokrotny Spadochronowy Mistrz Polski w akrobacjach zespołowych RW-4. Brał udział w zawodach w kraju i zagranicą. Pierwszy skok wykonał 21 marca 1979 z samolotu An-2 ze spadochronem typu: DP-47, po ukończeniu podstawowego kursu spadochronowego w Aeroklubie Gliwickim. Tytuł skoczka spadochronowego uzyskał 2 czerwca 1979. Skakał na kilkudziesięciu typach spadochronów. 2 czerwca 1979 uzyskał III klasę spadochronową, 22 lipca 1980 II klasę, a 31 lipca 1981 I klasę. Uprawnienia do wykonywania skoków w teren przygodny uzyskał 7 lipca 1981, a 2 sierpnia 1981 do skoków, do wody. W 1983 został po raz pierwszy powołany do Spadochronowej Kadry Narodowej. W 1988 zdobył złotą odznakę spadochronową z trzema diamentami.
Został członkiem Klubu Tysięczników Aeroklubu Gliwickiego, skupiającego skoczków mających na swoim koncie ponad 1000 skoków. Swój 1000. skok wykonał 22 czerwca 1988, skacząc z wysokości 1000 m z szybowca SZD-9 Bocian, pilotowanego przez Witolda Nowaka.
Od 1992 posiada uprawnienia mechanika spadochronowego (riggerskie) 010 P. W 1995 za osiągnięcia sportowe Zarząd Główny Kultury, Sportu i Turystyki przyznał tytuł Zasłużonego Mistrza Sportu oraz został wyróżniony przez Prezydenta Miasta Gliwice za osiągnięcia w dziedzinie sportu.
9 września 2014 wykonał swój 3333 skok ze spadochronem. Na swoim koncie ma 3961+ wykonanych skoków spadochronowych. Od 1 kwietnia 2024 instruktor prowadzący sekcję spadochronową Aeroklubu Gliwickiego.

### Życie prywatne
Ma żonę Annę, spadochroniarkę sekcji spadochronowej Aeroklubu Gliwickiego i mają synów: Krzysztofa, Jędrzeja i Kacpra.

### Osiągnięcia sportowe
Osiągnięcia sportowe w spadochroniarstwie Mariusza Bieńka podano za: Jan Isielenis, Archiwum Sekcji Spadochronowej Aeroklubu Gliwickiego, s. 1.
- 1981 – 5–9 września XXV Spadochronowe Mistrzostwa Polski konkurencje klasyczne – Gliwice 1981 – Gliwice. W zawodach brał udział Mariusz Bieniek, lecz nie zajął medalowych pozycji[17].
- 1983 – 12–22 maja VII Międzynarodowe Klubowe Zawody Spadochronowe Gliwice 1983. Klasyfikacja (akrobacja zespołowa): II miejsce – Aeroklub Gliwicki I (Mariusz Bieniek, Jan Isielenis, Jan Strzałkowski). Klasyfikacja (celność drużynowo): VI miejsce – Aeroklub Gliwicki I. Klasyfikacja (celność indywidualna): XII miejsce – Mariusz Bieniek. Klasyfikacja ogólna (drużynowo): III miejsce – Aeroklub Gliwicki I.
- 1983 – 24–30 lipca Mistrzostwa Polski w pięcioboju spadochronowym – Mielec. Klasyfikacja ogólna: XIII miejsce – Mariusz Bieniek, Piotr Knop, Bogdan Bryzik[18].
- 1984 – 20–26 maja XV Spadochronowe Mistrzostwa Śląska 1984 – Gliwice. Klasyfikacja zespołowa Relatv: I miejsce – Mariusz Bieniek, Jan Isielenis, Witold Lewandowski. Klasyfikacja indywidualna (celność): XVII miejsce – Mariusz Bieniek. Klasyfikacja grupowa (celność): I miejsce – Mariusz Bieniek, Jan Isielenis, Witold Lewandowski. Klasyfikacja indywidualna (akrobacja): VII miejsce – Mariusz Bieniek. Klasyfikacja ogólna: I miejsce – Mariusz Bieniek, Jan Isielenis, Witold Lewandowski.
- 1984 – Ogólnopolskie Zawody Spadochronowe Krosno. Klasyfikacja drużynowa: I miejsce – Aeroklub Gliwicki (Mariusz Bieniek, Witold Lewandowski, Jan Strzałkowski[19]).
- 1985 – 28–31 maja XVI Spadochronowe Mistrzostwa Śląska 1985 – Gliwice. Klasyfikacja indywidualna (celność): XII miejsce – Mariusz Bieniek. Klasyfikacja (akrobacja): IX miejsce – Mariusz Bieniek. Klasyfikacja dwubój drużynowo: II miejsce – Mariusz Bieniek, Marek Boryczka, Bogdan Bryzik.
- 1985 – 15–22 lipca IX Międzynarodowe Zawody Spadochronowe o Błękitną Wstęgę Odry – Wrocław. Klasyfikacja indywidualna (akrobacja): XII miejsce – Mariusz Bieniek. Klasyfikacja drużynowa (celność): V miejsce – Mariusz Bieniek, Bogdan Bryzik, Marcin Wilk[20].
- 1985 – Zawody Spadochronowe im. Wiesława Szelca – Krosno. Klasyfikacja indywidualna (celność): IX miejsce – Mariusz Bieniek. Klasyfikacja drużynowa: I miejsce – Aeroklub Gliwicki[21].
- 1986 – 21–26 sierpnia Międzynarodowe Zawody Spadochronowe Relativ – Szczecin. II miejsce – Mariusz Bieniek, Jerzy Hercuń, Witold Lewandowski, Marcin Wilk[22].
- 1987 – 25–28 czerwca Zawody o Puchar Bałtyku – Słupsk. W zawodach wzięli udział: Jerzy Hercuń, Marcin Wilk, Mariusz Bieniek[23].
- 1988 – 26–29 maja XIX Spadochronowe Mistrzostwa Śląska 1988 – Gliwice. Klasyfikacja indywidualna (celność): XVI-XVII miejsce – Mariusz Bieniek. Klasyfikacja indywidualna (akrobacja): XXIII miejsce – Mariusz Bieniek. Klasyfikacja indywidualna (dwubój): XXI miejsce – Mariusz Bieniek. Klasyfikacja drużynowa (celność lądowania): VII miejsce – Aeroklub Gliwicki II (Mariusz Bieniek, Piotr Knop, Marcin Willner). Klasyfikacja drużynowa (akrobacja indywidualna): VI miejsce – Aeroklub Gliwicki II, Klasyfikacja drużynowa (dwubój): VII miejsce – Aeroklub Gliwicki II. Klasyfikacja w Relativie: III-V miejsce – Aeroklub Gliwicki II.
- 1989 – 26–28 maja XX Spadochronowe Mistrzostwa Śląska 1989 – Gliwice. Klasyfikacja w RW-4: I miejsce – Aeroklub Gliwicki (Mariusz Bieniek, Bogdan Bryzik, Piotr Knop, Marcin Wilk).
- 1989 – 21–28 sierpnia I Spadochronowe Mistrzostwa Polski w Akrobacji Zespołowej RW-4 Jelenia Góra 1989. Klasyfikacja zespołowa: I miejsce i tytuł Mistrza Polski – Aeroklub Gliwicki (Mariusz Bieniek, Bogdan Bryzik, Piotr Knop, Marcin Wilk).
- 1989 – Spadochronowe Mistrzostwa Świata w RW-4 – Barcelona. Wzięła udział drużyna Aeroklubu Gliwickiego w składzie: Mariusz Bieniek, Bogdan Bryzik, Piotr Knop, Marcin Wilk.
- 1990 – Spadochronowe Mistrzostwa Europy w RW-4 – Gap. Wzięła udział drużyna Aeroklubu Gliwickiego w składzie: Mariusz Bieniek, Bogdan Bryzik, Piotr Knop, Marcin Wilk.
- 1991 – Spadochronowe Mistrzostwa Wojska Polskiego w RW-4 – Kraków. Klasyfikacja zespołowa: I miejsce – Mariusz Bieniek, Krzysztof Filus, Piotr Knop, Marcin Wilk.
- 1991 – 1–12 sierpnia Spadochronowe Mistrzostwa Świata – Lučenec (Czechosłowacja). Wzięła udział drużyna w składzie: Mariusz Bieniek, Marcin Wilk, Piotr Knop i Krzysztof Filus[24].
- 1993 – 25–28 września II Spadochronowe Mistrzostwa Polski w Akrobacji Zespołowej RW-4 Nowy Targ 1993. Klasyfikacja zespołowa: I miejsce i tytuł Mistrzów Polski – Aeroklub Polski: Mariusz Bieniek, Konstanty Kostrzewa, Krzysztof Filus, Marcin Wilk, Mirosław Wyszomirski (kamera).
- 1994 – 29 czerwca-3 lipca III Spadochronowe Mistrzostwa Polski w Akrobacji Zespołowej RW-4 Kraków 1994. Klasyfikacja drużynowa: I miejsce i tytuł Mistrza Polski – Aeroklub Polski [Mariusz Bieniek, Konstanty Kostrzewa, Krzysztof Filus, Marcin Wilk, Mirosław Wyszomirski (kamera)].
- 1995 – 25–27 sierpnia IV Spadochronowe Mistrzostwa Polski w Akrobacji Zespołowej RW-4 Zielona Góra 1995. Klasyfikacja zespołowa: I miejsce i tytuł Mistrza Polski – Aeroklub Polski [Mariusz Bieniek, Konstanty Kostrzewa, Krzysztof Filus, Marcin Wilk, Mirosław Wyszomirski (kamera)].
- 1996 – 22–25 sierpnia V Spadochronowe Mistrzostwa Polski w Akrobacji Zespołowej RW-4 Nowy Targ 1996. Klasyfikacja zespołowa: II miejsce – Aeroklub Polski [Mariusz Bieniek, Artur Kuchta, Krzysztof Filus, Marcin Wilk, Mirosław Wyszomirski (kamera)].
- 1997 – 27–28 września VI Międzynarodowe Spadochronowe Mistrzostwa Polski w Akrobacji Zespołowej RW-4 Gliwice 1997. Klasyfikacja zespołowa: I miejsce i tytuł Mistrza Polski – Aeroklub Polski [Mariusz Bieniek, Krzysztof Filus, Marcin Wilk, Artur Kuchta, Mirosław Wyszomirski (kamera)].
- 1998 – 31 grudnia Mikołajkowe Mistrzostwa Wrocławia – Szymanów. W zawodach brał udział: Mariusz Bieniek[25].
- 2003 – 30 września udział czterech skoczków Aeroklubu Gliwickiego w ustanowieniu rekordu Polski w RW-30 – Piotrków Trybunalski: Marcin Wilk, Mariusz Bieniek, Piotr Knop, Krzysztof Stawinoga[26].
- 2003 – I Mistrzostwa w Akrobacji Zespołowej w RW-2 – Piotrków Trybunalski. Klasyfikacja drużynowa: II miejsce – Aeroklub Gliwicki: Zbigniew Izbicki, Szymon Szpitalny, Mariusz Bieniek (kamera)].
- 2008 – 14–15 czerwca Spadochronowe Mistrzostwa Śląska 2008 – Gliwice. Klasyfikacja indywidualna (celność lądowania – spadochrony szybkie): II miejsce – Mariusz Bieniek.
- 2011 – 29 maja Spadochronowe Mistrzostwa Śląska 2011 – Gliwice. Klasyfikacja indywidualna (celność lądowania – spadochrony szybkie): I miejsce – Mariusz Bieniek.
- 2011 – 1 października w miejscowości Prostějov (Czechy) skoczkowie z Aeroklubu Gliwickiego ustanowili klubowy rekord w tworzeniu formacji wieloosobowych. Rekord, to formacja zbudowana z 16. skoczków w składzie: Mariusz Bieniek, Zbigniew Izbicki, Krzysztof Szawerna, Bartłomiej Ryś, Michał Marek, Jan Isielenis, Tomasz Laskowski, Joachim Hatko, Tomasz Wojciechowski, Szymon Szpitalny, Mirosław Zakrzewski, Dominik Grajner, Tomasz Kurczyna, Danuta Polewska, Piotr Dudziak, Łukasz Geilke[27].
- 2015 – 5–6 czerwca Speed Star Slovakia n.g. 6. ročník 2015 – Slavnica[a]. Klasyfikacja zespołowa: II miejsce – Szybkie Szakale: Mariusz Bieniek, Krzysztof Szawerna, Joachim Hatko, Szymon Szpitalny, Dominik Grajner i Peter Novak (kamera).
- 2015 – 27 września Spadochronowe Mistrzostwa Śląska 2015 – Gliwice. Klasyfikacja indywidualna (celność lądowania – spadochrony szybkie): II miejsce – Mariusz Bieniek.
- 2015 – 23–24 października Speed Star – Soutěž ve formaci HVĚZDA – Prostějov. Klasyfikacja zespołowa: I miejsce – Szybkie Szakale: Mariusz Bieniek, Krzysztof Szawerna, Joachim Hatko, Dominik Grajner, Szymon Szpitalny, Tomasz Wojciechowski i Tymoteusz Tabor (kamera)[28].
- 2016 – 30 kwietnia 10-Way Speed Star, Klatovy 2016. Klasyfikacja zespołowa: VIII miejsce – Szybkie Szakale: Mariusz Bieniek, Krzysztof Szawerna, Joachim Hatko, Dominik Grajner, Bartłomiej Ryś, Michał Marek, Szymon Szpitalny, Paweł Rey, Łukasz Bryła, Małgorzata Solnica, Andrzej Bartłomowicz (kamera)[b].
- 2016 – 9 października Speed–Star – Zawody spadochronowe Antek – Gliwicka Gwiazda 2016 – Gliwice. Klasyfikacja zespołowa: I miejsce – Szybkie Szakale – Gliwice: Mariusz Bieniek, Krzysztof Szawerna, Dominik Grajner, Joachim Hatko, Bartłomiej Ryś i Tymoteusz Tabor (kamera). Wynik – 45,07.
- 2016 – 11 czerwca Spadochronowe Mistrzostwa Śląska 2016 – Gliwice. Klasyfikacja indywidualna (celność lądowania – spadochrony szybkie): VII miejsce – Mariusz Bieniek. Klasyfikacja drużynowa (celność lądowania – spadochrony szybkie): I miejsce – Ruda Team Gliwice – 12 pkt. (Mariusz Bieniek, Tymoteusz Tabor, Paweł Mostowski).
- 2016 – 29 października Międzynarodowe Zawody Speed-Star – Prostejov. Klasyfikacja zespołowa: I miejsce – Szybkie Szakale: Bartłomiej Ryś, Mariusz Bieniek, Krzysztof Szawerna, Joachim Hatko, Dominik Grajner, Szymon Szpitalny i Tymoteusz Tabor (kamera)[29][30][31][32].
- 2017 – 30 kwietnia-1 maja 10-Way Speed Star, Klatovy 2017. Klasyfikacja zespołowa: X miejsce – Szybkie Szakale: Mariusz Bieniek, Krzysztof Szawerna, Joachim Hatko, Bartłomiej Ryś, Dominik Grajner, Leszek Tomanek, Tomasz Wojciechowski, Robert Krawczak, Szymon Szpitalny, Tomasz Burza i Bartosz Dyjeciński[33].
- 2017 – 30 września II Zawody Speed–Star – Zawody spadochronowe Antek – Gliwicka Gwiazda 2017 – Gliwice. Klasyfikacja zespołowa: II miejsce – Łowcy Szakali – Gliwice: Mariusz Bieniek, Paweł Mostowski, Ziemowit Nowak, Danuta Polewska, Leszek Tomanek i Wojciech Kielar (kamera).
- 2017 – 28 października Międzynarodowe Zawody Speed-Star – Prostejov (Czechy). Klasyfikacja zespołowa: I miejsce – Szybkie Szakale: Bartłomiej Ryś, Mariusz Bieniek, Krzysztof Szawerna, Joachim Hatko, Dominik Grajner, Szymon Szpitalny i Tomasz Burza (kamera) (skok 1: 1,77 s, skok 2: 7,85 s, skok 3: 7,38 s, skok 4: 8,90 s, suma 25,90 s)[34].
- 2018 – 2 czerwca Spadochronowe Mistrzostwa Śląska 2018 – Gliwice. Klasyfikacja indywidualna (celność lądowania – spadochrony szybkie): V miejsce – Mariusz Bieniek (suma 14,10 m). Klasyfikacja drużynowa: I miejsce – Szybkie Gliwice (Mariusz Bieniek, Tymoteusz Tabor, Leszek Tomanek).
- 2018 – III Zawody Speed–Star – Zawody spadochronowe Antek – Gliwicka Gwiazda 2018. Klasyfikacja zespołowa: I miejsce – Szybkie Szakale (Mariusz Bieniek, Krzysztof Szawerna, Bartłomiej Ryś, Dominik Grajner, Joachim Hatko i Szymon Szpitalny (kamera)).
- 2019 – 31 maja SpeedStar Slovakia Open n.g. 10. ročník 2019 – Slavnica (Słowacja). Klasyfikacja zespołowa: I miejsce – Gliwickie Szakale: Mariusz Bieniek, Joachim Hatko, Dominik Grajner, Monika Locińska, Paweł Mostowski, Danuta Polewska, Leszek Tomanek, Szymon Szpitalny i Wojciech Kielar (kamera)[35].
- 2019 – 3 sierpnia Spadochronowe Mistrzostwa Śląska 2019 – Gliwice. Klasyfikacja indywidualna (celność lądowania – spadochrony szybkie): V miejsce – Mariusz Bieniek (suma 36,50 m). Klasyfikacja drużynowa: I miejsce – Aeroklub Gliwicki I (Mariusz Bieniek, Bartłomiej Ryś, Mirosław Zakrzewski).
- 2019 – 28 września Międzynarodowe Zawody Speed-Star – Prostejov. Klasyfikacja zespołowa: I miejsce – Szybkie Szakale: Mariusz Bieniek, Bartłomiej Ryś, Tomasz Wojciechowski, Joachim Hatko, Dominik Grajner, Szymon Szpitalny i Wojciech Kielar (kamera)[36][37].
- 2020 – 3 października Międzynarodowe Zawody Speed-Star – Prostejov. Klasyfikacja zespołowa: I miejsce – Szybkie Szakale: Mariusz Bieniek, Dominik Grajner, Bartłomiej Ryś, Tomasz Wojciechowski, Joachim Hatko, Szymon Szpitalny i Wojciech Kielar (kamera)[38][39][40][41].
- 2021 – 6 czerwca Spadochronowe Mistrzostwa Śląska 2021 – Gliwice. Klasyfikacja indywidualna (celność lądowania – spadochrony szybkie): II miejsce – Mariusz Bieniek.
- 2021 – 2–3 września Międzynarodowe Zawody Speed-Star – Prostejov (Czechy). Klasyfikacja zespołowa: I miejsce – „Szybkie Szakale”: Mariusz Bieniek, Joachim Hatko, Bartłomiej Ryś, Szymon Szpitalny, Mariusz Koba Sajgon, Zuzanna Foltyn, Wojciech Kielar (kamera) (skok 1: -2 pkt, skok 2: 1 pkt, skok 3: 2 pkt, skok 4: 1 pkt, skok 5: -3 pkt, suma: -1 pkt)[42].
- 2022 – 26–27 maja SpeedStar 8way sequential (optional) Slavnica 2022. Klasyfikacja zespołowa: I miejsce – Szybkie Szakale: Mariusz Bieniek, Grzegorz Cichy, Joachim Chatko, Szymon Szpitalny, Rafał Duda, Dominik Grajner, Danuta Polewska, Jozef Just, Wojciech Kielar (kamera)[43][44].
- 2022 – 30 września–1 października Międzynarodowe Zawody Speed-Star – Prostejov (Czechy). Klasyfikacja zespołowa: I miejsce – Szybkie Szakale: Mariusz Bieniek, Joachim Hatko, Bartłomiej Ryś, Szymon Szpitalny, Paweł Rey, Danuta Polewska, Wojciech Kielar (kamera)[45][46][47].
- 2023 – 4 czerwca SpeedStar Slovakia Open Slavnica 2023. Klasyfikacja zespołowa: II miejsce – Wstrząśnięci i Zmieszani: Mariusz Bieniek, Joachim Hatko, Rafał Duda, Danuta Polewska, Monika Locińska, Robert Okseniuk, Artur Paszek, Taras Wozviuk, Wojciech Kielar (kamera)[48][49].
- 2023 – 30 września Zawody Speed-Star – Prostejov (Czechy). Klasyfikacja zespołowa: II miejsce – „Szybkie Szakale”: Mariusz Bieniek, Joachim Hatko, Bartłomiej Ryś, Szymon Szpitalny, Monika Locińska, Artur Paszek, Wojciech Kielar (kamera)[50].
- 2024 – 31 maja SpeedStar Slovakia Open Slavnica 2024. Klasyfikacja zespołowa: I miejsce – Wstrząśnięci i Zmieszani: Mariusz Bieniek (kapitan), Grzegorz Cichy, Joachim Hatko, Just Ivica, Monika Locińska, Szymon Parys, Artur Paszek, Tomasz Żyła, Wojciech Kielar (kamera)[51][52].

## Galeria
- Mariusz Bieniek ps. „Luśnia”

"Mariusz
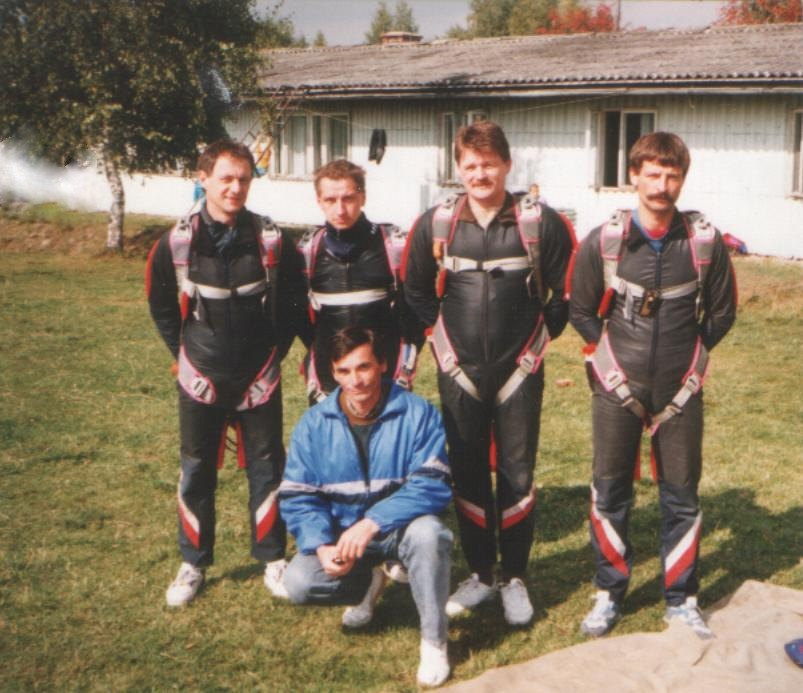
Drugi z lewej – II Spadochronowe Mistrzostwa Polski w Akrobacji Zespołowej RW-4 Nowy Targ 1993 (wrzesień 1993)
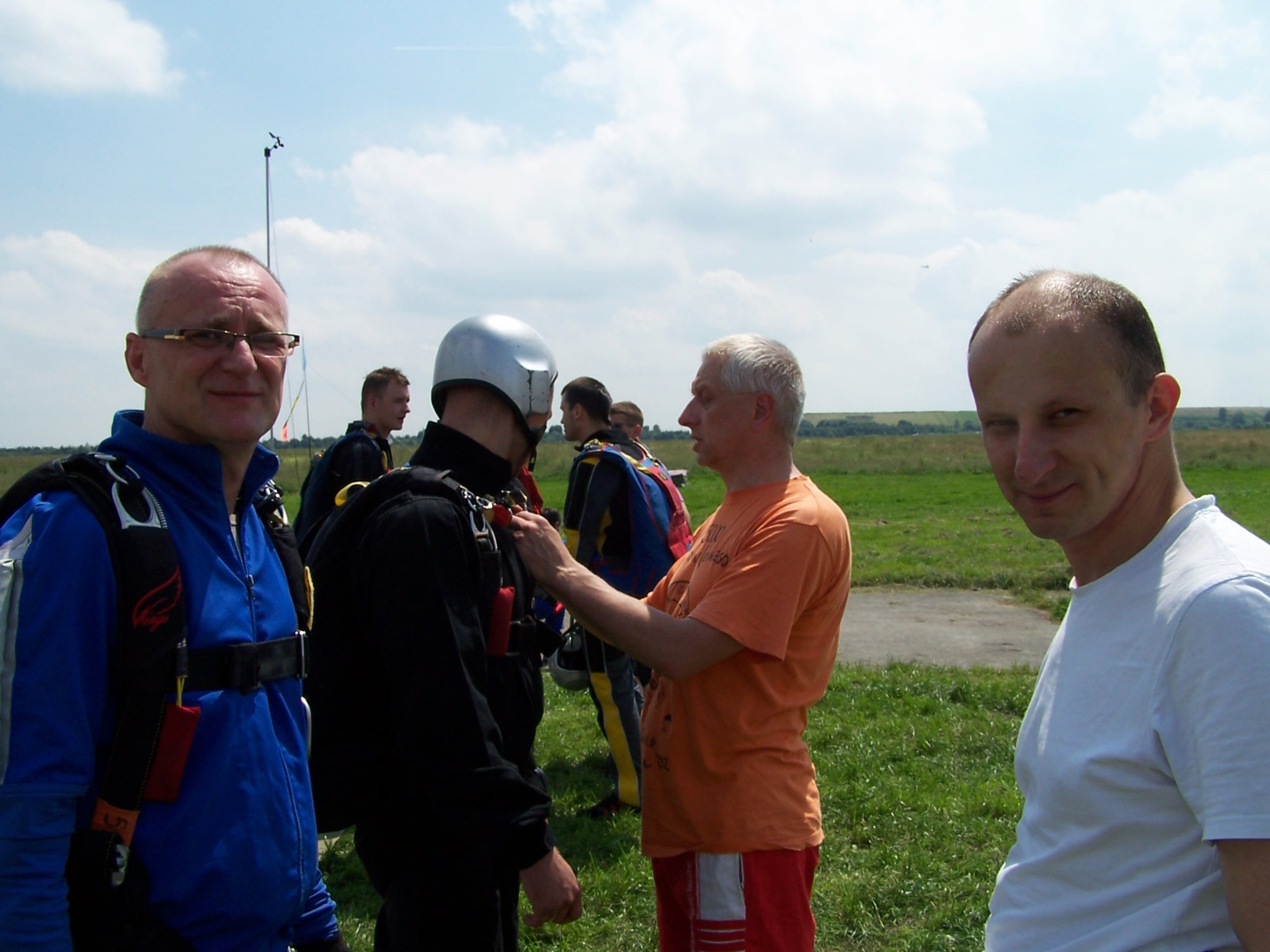
Sprawdza uczniów-skoczków (czerwiec 2013)
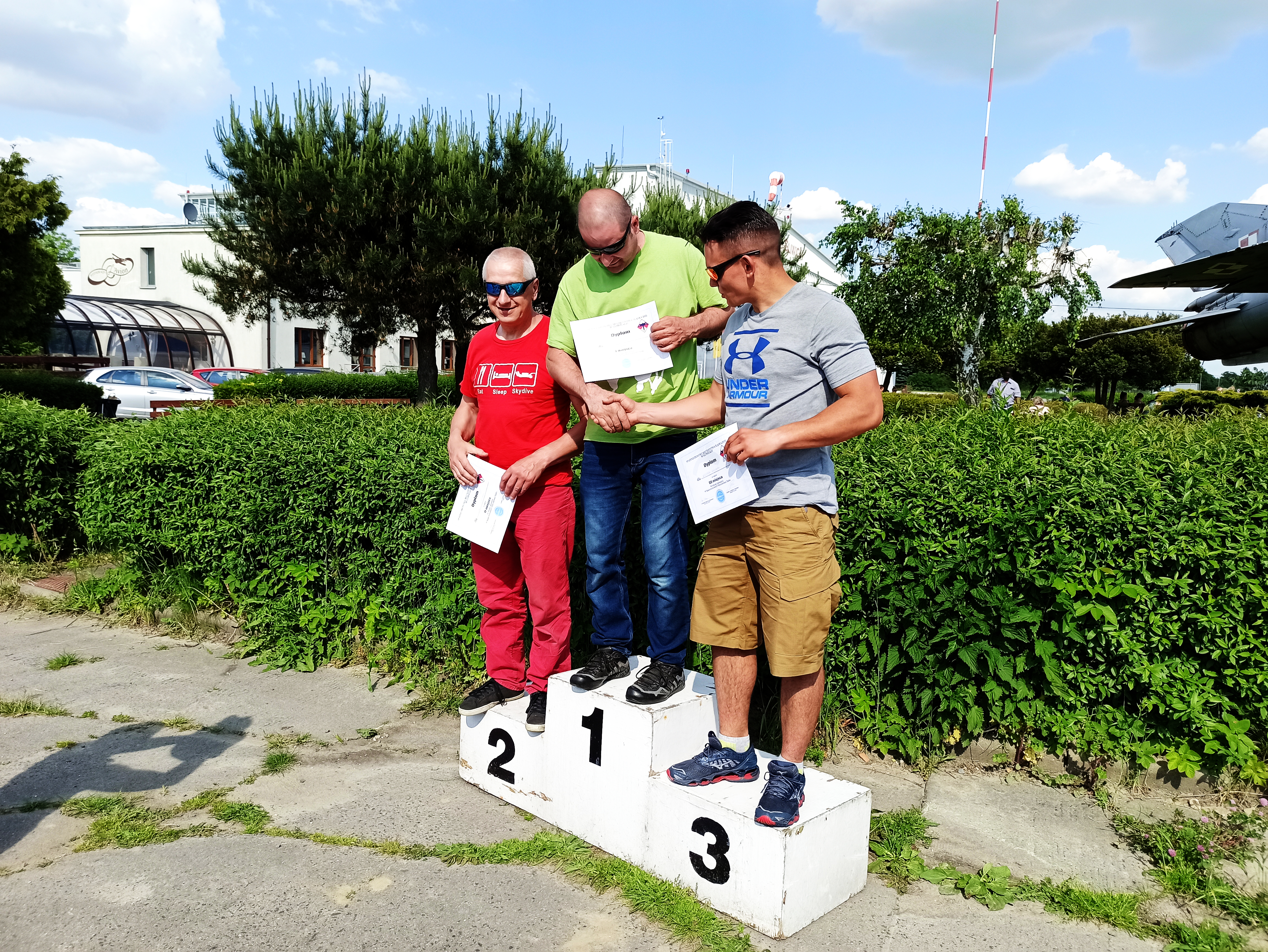
II miejsce – Mariusz Bieniek – Spadochronowe Mistrzostwa Śląska 2021 (czerwiec 2021)
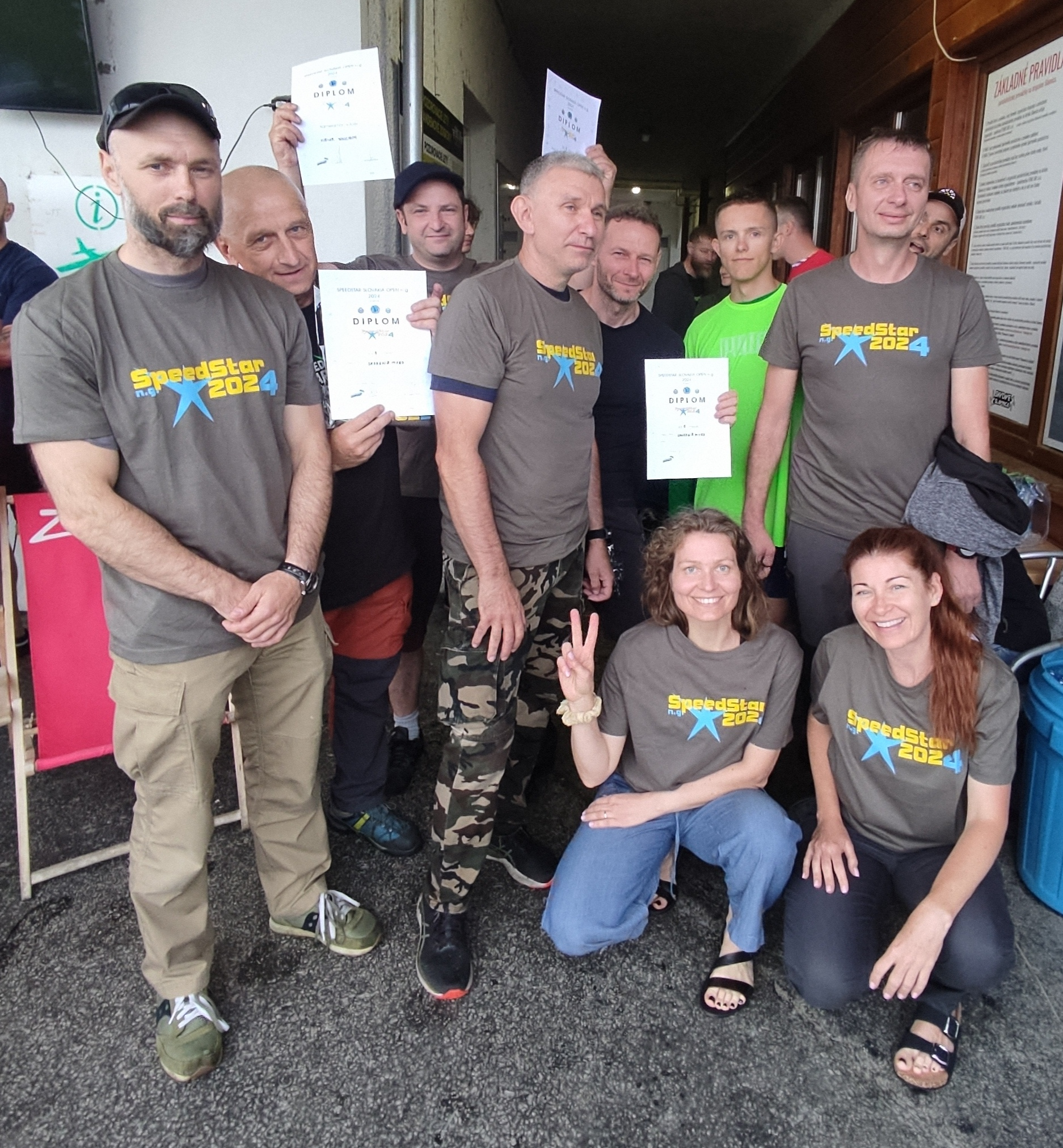
SpeedStar Slovakia Open Slavnica 2024. I miejsce – Wstrząśnięci i Zmieszani: Mariusz Bieniek (kapitan), Grzegorz Cichy, Joachim Hatko, Just Ivica, Monika Locińska, Szymon Parys, Artur Paszek, Tomasz Żyła, Wojciech Kielar (kamera) (31 maja 2024)